# Mecisteo (Iliade)
Mecisteo (in greco antico: Μηκιστεύς?) è un personaggio della mitologia greca, guerriero acheo, figlio di Echio.

## Mitologia
Presente sotto le mira di Troia, rivela in più occasioni il suo animo altruista quando è rattristato per la sorte dell'arciere Teucro ferito da un masso scagliato da Ettore ed accorre in suo aiuto trasportandolo sulle sue proprie spalle, insieme al compagno Alastore, verso l'accampamento.
Il giorno successivo (anche in questo caso con l'aiuto di Alastore), Mecisteo è autore di un'altra azione di soccorso che svolge nei confronti di Ipsenore che, dapprima viene riparato dallo scudo di Antiloco ma poi colpito al diaframma dalla lancia di Deifobo.
Mecisteo e Alastore caricarono quindi il suo corpo ferito sulle loro spalle e lo trasportarono, tra alti gemiti, fuori dal combattimento.
Rimase infine ucciso assieme al padre durante la difesa delle navi achee dall'assalto troiano.